# Shirley Chisholm
Shirley Anita St. Hill Chisholm, född 30 november 1924 i Brooklyn i New York, död 1 januari 2005 i Ormond Beach i Florida, var en amerikansk politiker (demokrat). Hon var den första svarta kvinna som valdes in i amerikanska representanthuset, som representant för delstaten New Yorks tolfte distrikt 1969-1983.
Chisholm är känd för sin slogan “unbought and unbossed”, och för att ha sagt "om de inte ger dig en plats vid bordet, ta med en hopfällbar stol".

## Uppväxt och utbildning
Shirley Chisholm föddes i USA som dotter till två immigranter. Fadern var från Guyana och modern från Barbados. Hon växte upp i Barbados och Brooklyn, New York. Chisholm tog examen från Brooklyn College och studerade sedan på Columbia University.

## Karriär
1964–1968 representerade hon Brooklyn-distriktet i delstaten New Yorks lagstiftande församling. 1968 valdes hon in i amerikanska representanthuset efter att ha besegrat James Farner i valet. Där blev hon snabbt känd som en stark liberal som exempelvis argumenterade mot Vietnamkriget och för förslag om full sysselsättning.
Chisholm kandiderade till att bli demokraternas presidentkandidat i presidentvalet 1972, men förlorade. Under kandidaturen överlevde hon tre mordförsök.
Hon erbjöds tjänsten som ambassadör i Jamaica av Bill Clinton 1993, men avböjde på grund av sviktande hälsa.

## Eftermäle
Chisholm skrev två självbiografier, Unbought and unbossed (1970) och The Good Fight (1973).
2015 fick hon postumt Presidentens frihetsmedalj av Barack Obama vid en ceremoni i Vita Huset.
Chisholm kommer att få en staty rest efter sig i Prospect Park. Chisholm är en av de kvinnor som hedrats genom projektet SheBuiltNYC.
Filmen The Figthing Shirley Chisholm, med Viola Davis i huvudrollen, kommer att skildra Chisholms liv.